# Pardosa azerifalcata
Pardosa azerifalcata är en spindelart som beskrevs av Marusik, Guseinov och Koponen 2003. Pardosa azerifalcata ingår i släktet Pardosa och familjen vargspindlar.
Artens utbredningsområde är Azerbajdzjan. Inga underarter finns listade i Catalogue of Life.